# Barraca del Sabatés
La Barraca del Sabatés és una obra del Pla de Santa Maria (Alt Camp) inclosa a l'Inventari del Patrimoni Arquitectònic de Catalunya.

## Descripció
És una gran barraca de planta circular, amb un portal de doble arcada i a diferents plans i nivells.
Disposa d'un paravents que forma un angle al davant del portal, de manera que origina un breu corredor d'accés a l'interior. La seva orientació és al SE.
Presenta una façana de 2'95m d'alçada amb una amplada de 8m. L'interior és també circular amb un diàmetre de 2'935m. La seva falsa cúpula té una alçada màxima de 4'45m aproximadament.

## Història
Aquesta barraca deuria ser de casella però ara ha desaparegut, presentant nua la cúpula interior. Presenta una cornisa de pedres disposades al rastell.